# Obidzki Potok
Obidzki Potok – potok, prawobrzeżny dopływ Dunajca o długości 8,6 km.
Potok płynie w Beskidzie Sądeckim. Powstaje w rejonie przełęczy Przysłop z połączenia kilku małych cieków (źródła na wysokości ok. 830 m n.p.m.). Początkowo płynie na północ, miejscami na północny zachód, pomiędzy grzbietem głównym Pasma Radziejowej a bocznym grzbietem odbiegającym ze szczytu Rokity w kierunku północnym. Na tym odcinku znajdują się nad potokiem pierwsze zabudowania miejscowości Obidza, która ciągnie się wzdłuż doliny od tego miejsca prawie do jego ujścia. Po ok. 3 km potok skręca na północny wschód. Północno-zachodnie ograniczenie doliny stanowi tu grzbiet odchodzący z Koziarza na wschód wraz z odgałęzieniami, natomiast od południowego wschodu dolinę zamyka najpierw wymieniony już grzbiet biegnący na północ z Rokity, a potem odnogi grzbietu Będzikówki. Obidzki Potok zbiera tu zarówno prawe, jak i lewe dopływy, jednak prawobrzeżne (Majdański Potok, Bukowy Potok) charakteryzują się znacznie większą długością. W dolnym biegu wpływa do wsi Brzyna, gdzie uchodzi do Dunajca na wysokości ok. 333 m n.p.m. Ujście Obidzkiego Potoku znajduje się tuż poniżej mostu z Jazowska na drugą stronę Dunajca, do Brzyny i Obidzy.